# ジャン＝ピエール・ポルナレフ
ジャン＝ピエール・ポルナレフ（Jean Pierre Polnareff）は、荒木飛呂彦の漫画作品『ジョジョの奇妙な冒険』に登場する架空の人物。Part3『スターダストクルセイダース』、Part5『黄金の風』に登場。
名前はフランスのミュージシャン、ミッシェル・ポルナレフに由来する。なお、『オールスターバトル』の北米版では "Jean Pierre Eiffel"（ジャン＝ピエール・エッフェル）、『アイズオブヘブン』の北米版では "Jean Pierre"（ジャン＝ピエール）と改名されているが、ビズメディアから発売されている原作漫画やCrunchyrollで配信されているテレビアニメの北米版では原作どおりとなっている。

## 人物
フランス人。いて座。血液型はAB型。身長185cm（髪の毛込みで193cm）、体重78kg。趣味：スポーツなら何でも。好きな映画：『がんばれ!ベアーズ』。好きな色：ゴールド。好きな女の子のタイプ：その時の気分。
垂直に逆立てられた柱のような髪型をしており、ハートマークを中心線で左右に割った形のピアスを常に両耳に着けている。髪の毛はシルバーブロンド、眼の色はブルーで眉毛が無く、目が切り目のように長い。肩出しの特徴のあるタンクトップに黒ベルト、カーキ色の外ポケット付きのズボンに黒のハーフブーツという服装である。生まれつきのスタンド使い。幼いころに母を亡くしている。子供の頃から漫画家になりたかったという。

## 劇中での活躍

### Part3 『スターダストクルセイダース』
3年前に妹・シェリーを強姦するためだけに惨殺した両右手の男（J・ガイル）を捜しており、その過程でDIOから肉の芽を埋め込まれた。DIOから空条承太郎らジョースター一行への3人目の刺客として派遣され、香港で旅行者を装って一行に近づき、タイガーバームガーデンで剣の達人のスタンド「シルバーチャリオッツ（銀の戦車）」を発現させてモハメド・アヴドゥルと対戦する。敗れた後、額に埋め込まれていた肉の芽を抜かれて正気に戻り、一行の仲間に加わる。後に、インドで一行の助力を得て、J・ガイルへの仇討ちを成し遂げた。
性格は単純・直情的・女好きで、自信に溢れた明るい人間性をしている。トラブル被害担当のコメディリリーフ的な役回りを担っており、特にトイレ関係の災難によく遭っている他、女運も極めて悪い。しかし、仲間の危機に直面すると、打って変わって誇り高き騎士の一面を覗かせる。
10年ほど能力を鍛えていたためにスタンド使いとしての実力は高いが、自信過剰で単独行動を取りたがる場面が目立ち、敵を侮りがちな面もある。そのため、敵の刺客からは承太郎やジョセフ・ジョースターら他の仲間に比べて一段劣っていると判断されることがしばしばあった。しかし、自我を持つスタンド「アヌビス神」に身体を乗っ取られた際にはシルバーチャリオッツと何でも切り裂くアヌビス神という強力な二刀流で、承太郎を敗北寸前まで追い詰めたこともある。この時、承太郎も心中で「シルバーチャリオッツは手加減して戦える相手ではない」と高く評価していた。
DIOの館にてヴァニラ・アイスのクリームにアヴドゥルを殺害された際はクリームの背後を瞬時に取るなど、ヴァニラも知りえないスタンドの成長ぶりを発揮し、イギーを喪いながらもヴァニラを倒すことに成功する。その後、DIOとの最終決戦ではヴァニラ戦で負った重傷（左手小指と薬指・左足の爪先をクリームに飲み込まれて消失したうえ、左太腿を抉り取られる）を押してDIOを暗殺を図り頭にレイピアを突き刺すも、僅差で失敗する。反撃を受けて殺されそうになるが承太郎の復活によって危機を脱し、DIOの死後はスピードワゴン財団（SPW財団）による治療を受けて一命を取り留める。DIO撃破後は、ジョセフから「ニューヨークに来ないか」と誘われたが、故郷に思い出があることから断って旅の感想を感慨深げに語り、苦楽を共にしてきた承太郎やジョセフに涙ながらに別れを告げ、フランスへ帰国した。Part3はここで幕を閉じている。
スーパーファミコン版のRPG『ジョジョの奇妙な冒険』では、日本の本屋の店員として登場する。倒すと仲間になる点は原作と同じである。
北米版の単行本では、セリフは英語メインにフランス語混じりの口調で喋るキャラクターとして描写されている。

### Part5 『黄金の風』
1990年代初頭、承太郎と合流して「弓と矢」の追跡を開始する。それに関連し、生まれ故郷における少年の麻薬事件の増加原因にイタリアのギャング組織「パッショーネ」が関与していることを突き止めて単独で調査していたが、その組織力の前に孤立無援へ追い込まれて承太郎やSPW財団への協力も頼めなくなったうえ、組織のボス・ディアボロと戦った結果、右目と右腕と両足を失って再起不能となる。
農村の隠れ家にて車椅子での隠遁生活中には「矢」に隠されたスタンドに関する秘密を偶然知り、もはや満足に戦えない自分に代わってディアボロを倒せる者を探し続けていたところ、パソコンの回線を通じてブローノ・ブチャラティらブチャラティチームと出会い、ローマのコロッセオにて落ち合うことを決めるが、そこに彼らより先にディアボロが現れたため、再戦する。ディアボロのスタンド「キング・クリムゾン」に敵わず、ブチャラティチームと落ち合う寸前で力尽きる最期の瞬間にはシルバーチャリオッツをレクイエム化させ、矢を奪われることを防いだ。
ブチャラティチームのもとにいるカメと魂を入れ替えることによってようやく合流を果たすと、彼らへ助言を与えながら的確にサポートしていく。ジョルノ・ジョバァーナによってディアボロが倒された後は「肉体は死亡したが精神（魂）は生きている」状態（幽霊）となり、カメのスタンド内に居着く。
Part3で見せたコミカルな面は描かれていない。また、長きに渡る戦いの経験を経て、冷静かつ慎重な性格になっている。先述にもあるようにパソコンの回線からハッキングに成功する技術や、ブチャラティチームの一員であるナランチャ・ギルガを殺害された際にはディアボロと彼の別人格であるヴィネガー・ドッピオの関係を見抜き、多重人格の実例を用いて解説するなど博識な面も見せた。また、それに先んじてキング・クリムゾンの能力への対処法を編み出しており、再戦時にはディアボロをして「天才的なタイミング」と言わしめるほどの攻撃を繰り出してみせた。
Part3を題材としたゲーム『ジョジョの奇妙な冒険 未来への遺産』では、通常のポルナレフにチャリオッツ・レクイエムを召喚して相手を眠らせる必殺技「レクイエムの片鱗」があり、「未来で会おう！イタリアで…」というPart5を意識したゲームオリジナルの勝ち台詞も存在する。
Part5を題材としたゲーム『ジョジョの奇妙な冒険 黄金の旋風』では、車椅子で移動しながらスタンド攻撃を行うほか、すれ違いざまに斬りつける必殺技などがある。

### VS JOJO『恥知らずのパープルヘイズ』
名前のみ登場。Parte5の完結後、ジョルノに次ぐ組織のNo.2となったことが明かされた。本来No.2であるミスタが「2は掛け合わせると不吉だから」とNo.2の座をポルナレフに譲ったためであり、ミスタ自身はNo.3を自称しているが、プロローグにおけるフーゴとミスタの会話からは、ポルナレフの存在自体が組織の限られた人物しか知らないトップシークレットとなっていることが示唆されている。

## スタンド

### シルバーチャリオッツ（銀の戦車）
【破壊力 - C / スピード - A / 射程距離 - C / 持続力 - B / 精密動作性 - B / 成長性 - C】（JOJO A-GO!GO!、JOJOVELLER、Part3テレビアニメ。単行本ではパラメータ無）
中世騎士のような甲冑を身にまとい、切れ味鋭いレイピアを武器として携えた人型のスタンド。スタンド本体のパワーは低いがスピードに優れ、また厳しい訓練を積んできたため動作の精密性も高い。その実力と剣技は光の速度で移動するJ・ガイルのスタンドを切り裂いたほど。
レイピアと甲冑は装備として機能しており、この二つに攻撃を当てたり、破損させただけでは本体とスタンドにダメージは入らない。甲冑を脱ぐと、防御力が落ちるかわりに俊敏性がさらに上がり、残像を発生させるほど高速で動けるようになる。またハイリスクな切り札・裏技として、レイピアの刀身を飛び道具として射出することもできる。一方で、いかにも「超能力」といった特殊能力は持たず、基本的な攻撃方法が剣撃に限られるため、霧や水など物理的な攻撃が通じないスタンドとの相性が極めて悪い。
スタンド能力は生まれつきのもの。幼少期から使うことができたが、その当時はまだスタンドも年齢相応に未発達で力が弱かった（アレッシーのセト神との対戦にて幼児化した際に描写された）。その後、ポルナレフの心身の成長と修行を経て成熟し、Part3時点でのスタンドパワーになる。またPart3終盤のヴァニラ・アイス戦にて、スピードと射程が向上した（怒りによる一時的な強化、またはPart4以降顕著となる「スタンドの成長」である。後者観点では、本要素が初めて明確に描かれたシーンでもある）。Part5でディアボロと再戦した際には、ポルナレフが右目と右腕と両足を失ったことにより、スタンドの形態にもその状態が反映されていた。
スタンド名の由来は、「侵略と勝利」を暗示するタロット・大アルカナ7番目のカード「戦車」。
荒木飛呂彦は、人間に近い姿の承太郎のスタープラチナに対して西洋甲冑+ロボ的なデザインにしたと語り、ポルナレフもシルバーチャリオッツも動かしやすく王道的で、描いていて楽しかったという。

### チャリオッツ・レクイエム
【破壊力 - E / スピード - E / 射程距離 - A / 持続力 - A / 精密動作性 - E / 成長性 - A】（Parte5・62巻、JOJO A-GO!GO!、JOJOVELLER）
シルバーチャリオッツが矢の力を得て進化した姿。スタンド像が大きく異なり、特徴的な形の帽子を被りコートを着た男性のシルエットになった。コロッセオでの再戦でポルナレフがディアボロに敗北し死亡する寸前、ディアボロに矢を奪われることを防ぐため、やむなく矢でチャリオッツを貫き進化させた。しかし再起不能状態だったポルナレフでは制御することができず、暴走する。
周囲の生物を全て眠らせ、眠らせた者たちの魂を入れ替え、やがてその生物を「別のもの」へと変化させる能力を持っている。ポルナレフの矢を守る意思を体現しており、矢を奪おうとする者には相手の行った攻撃をそのまま返し、また相手のスタンドを暴走させて本体自身へ攻撃させるよう仕向ける。攻撃の意志が無くかつスタンド使いでない者が矢を奪おうとしている場合は、自ら敵を攻撃する。
一体のスタンドのように見えるが、実際にはあらゆる生物の「魂の影」であり、誰がどの方向から見てもレクイエムの影は「自分と反対方向」に向かって伸びているように見える。これは各々の人物（正確にいえばその精神）の背後に存在する太陽のような光源によって投影されているからであり、レクイエムを見る者はレクイエムの姿を見ているのではなく、自らの精神を見ているのと同じであり、それに攻撃をすることは自らの精神を攻撃するのに等しい。自らの精神に対する攻撃は全て自分に向かうこととなるため、レクイエムを倒すには自らの手で背後の光源を破壊するしかない。具体的に言えばレクイエムの本体は彼を見ているものの背後にある。なお、この光源はアニメでは黄金の球体という形で表現され、それを物理的に破壊することでレクイエムが解除されるという演出になった。
デザインのイメージはモーツァルトにレクイエム作曲を依頼した謎の人物、死のイメージ、暗黒の使者。性別も謎なので中性的なファッションとなっている。
PlayStation 2ゲーム『黄金の旋風』では敵キャラクターとして登場。ディアボロの姿をしたブチャラティを操作して戦うこととなる。コロッセオの外に逃げられるまでに倒さなければ強制的にゲームオーバーとなる。「自分と反対方向」に伸びる影は再現されており、キャラクターの位置に応じて影の位置も変化する。

## 担当声優
山口健
- ドラマCD版

森功至
- OVA版

垂木勉
- Part3対戦型格闘ゲーム版

根岸朗
- ジョジョの奇妙な冒険 黄金の旋風

平田広明
- ジョジョの奇妙な冒険 オールスターバトル

小松史法
- テレビアニメ版（Part3 / Part5）
- ジョジョの奇妙な冒険 スターダストシューターズ
- ジョジョの奇妙な冒険 アイズオブヘブン
- ジョジョの奇妙な冒険 ラストサバイバー
- ジョジョの奇妙な冒険 オールスターバトルR

藤村歩
- テレビアニメ版・少年ポルナレフ

## 備考
ニュースサイトのガジェット通信が毎年行っている「ネット流行語大賞」で、ポルナレフがDIOのスタンド「ザ・ワールド」の能力を承太郎たちへ説明した時の台詞「あ…ありのまま 今 起こった事を話すぜ!!!」が2015年度アニメ流行語大賞金賞（第1位）を受賞している。